# Metoda bojanja po Gramu
Metoda bojanja po Gramu je empirijska metoda razlikovanja bakterija u dvije velike skupine (Gram-pozitivna bakterija i Gram-negativna bakterija) koja se osniva na kemijskim i fizičkim svojstvima njihove stanične stijenke.
Metoda je nazvana danskom znanstveniku Hansu Christianu Gramu (1853. – 1938.). Gram je izumio i razvio ovu tehniku 1884. godine.

## Postupak bojanja
U postupku se koristi: kristalviolet, lugol, alkohol i safranin.
Dodavanjem kristalvioleta (na stakalce koje sadrži uzorak tkiva ili biološkog materijala) sve bakterije se boje ljubičasto. Lugol koji se dodaje nakon kristalviolet bojila, fiksira boju unutar stanične stijenke. Sve bakterije nakon dodavanja lugola i dalje ostaju obojene ljubičaste. Nakon lugola, primarno bojilo se ispire alkoholom. Primarno bojilo se ne može isprati iz stanične stijenke ako je mreža peptidoglikana stijenke dovoljno gusta, što znači da će bakterije s više slojeva peptidoglikana u stijenci ostati obojena ljubičasto, dok će bakterije bez dovoljne količine peptidoglikana postati ponovno neobojene. Na kraju postupka bojanja po Gramu dodaje se safranina (kontrastno bojilo) koji gram-negativne bakterije boji u ružičastu ili crvenu boju.
Gram-pozitivne bakterije imaju staničnu stijenku koju čine debeli (višeslojni) sloj peptidoglikani (50-90 % stanične stijenke). Peptoglikani zadržavaju boju (kristalviolet) unutar stijenke i nakon ispiranja alkoholom. 
Gram-negativne bakterije imaju tanji sloj peptidogilkana (10 % stanične stijenke), te
se kristalviolet ispire alkoholom. 
Gram-negativne bakterije imaju i dodatnu vanjsku membranu koja sadrži lipide, a kod njih je i stanična stijenka odvojena od stanice periplazmatskim prostorom.
Postoje i bakterije bez stanične stijenke, a to su mikoplazme.
Gram-neosjetljive bakterije su vrste bakterija koje se ne mogu obojiti postupkom bojanja po Gramu (spirohete).
Gram-varijabilne bakterije su vrste bakterija koje u različitim uvjetima rasta mogu pokazati osobine i gram-pozitivnih i gram-negativnih bakterija.